# مقاطعة ماكون (كارولاينا الشمالية)
مقاطعة ماكون (بالإنجليزية: Macon County)‏ هي إحدى مقاطعات ولاية كارولاينا الشمالية في الولايات المتحدة الأمريكية. مركز المقاطعة أو مقعدها هي مدينة فرانكلن. تأسست هذه المقاطعة سنة 1828.أصل هذه المقاطعة يأتي من: مقاطعة هايوود.